# Fontaine Schülein
La fontaine Schülein, ou Schüleinbrunnen en allemand, est une fontaine située à Berg am Laim, 14e arrondissement de la ville de Munich, en Allemagne. Elle est située dans l'enceinte du parc Schülein.
La fontaine a été offerte par Joseph Schülein un riche brasseur et représente un petit malteur.
Conçue par le sculpteur Julius Seidler (de), elle est inaugurée le 9 septembre 1928.